# Toyota Ist
Toyota Ist (яп. Japanese: トヨタ・ist (イスト), Toyota Isuto)  (стилізовано під ist) — малолітражний автомобіль виробництва японського автовиробника Toyota. Експортується до Сполучених Штатів як Scion xA та Scion xD, на Близький Схід як Toyota xA та до Європи та Латинської Америки як Toyota Urban Cruiser для другого покоління.
Ist, шостий бренд, який використовує Vitz як базову модель, був задуманий як багатоцільовий компактний автомобіль високого класу зі стилем позашляховика та місткістю, схожою на універсал. Автомобіль оснащувався 1,3-літровим (FWD) або 1,5-літровим (FWD або 4WD) двигуном з трансмісією Super ECT. Широка передня решітка, що складається з двох товстих горизонтальних смуг, великих 15-дюймових шин і розширених колісних арок надала автомобілю унікальний і динамічний зовнішній стиль. Розміри кузова були на сходинку вище, ніж у Vitz, що дало більше простору для кабіни та багажника. Розділені у співвідношенні 6:4 задні сидіння можна було повністю скласти, щоб за потреби розширити палубу. Міцну конструкцію кузова було реалізовано за допомогою передового процесу GOA (Global Outstanding Assessment), який підвищив безпеку під час зіткнень із важчими автомобілями.

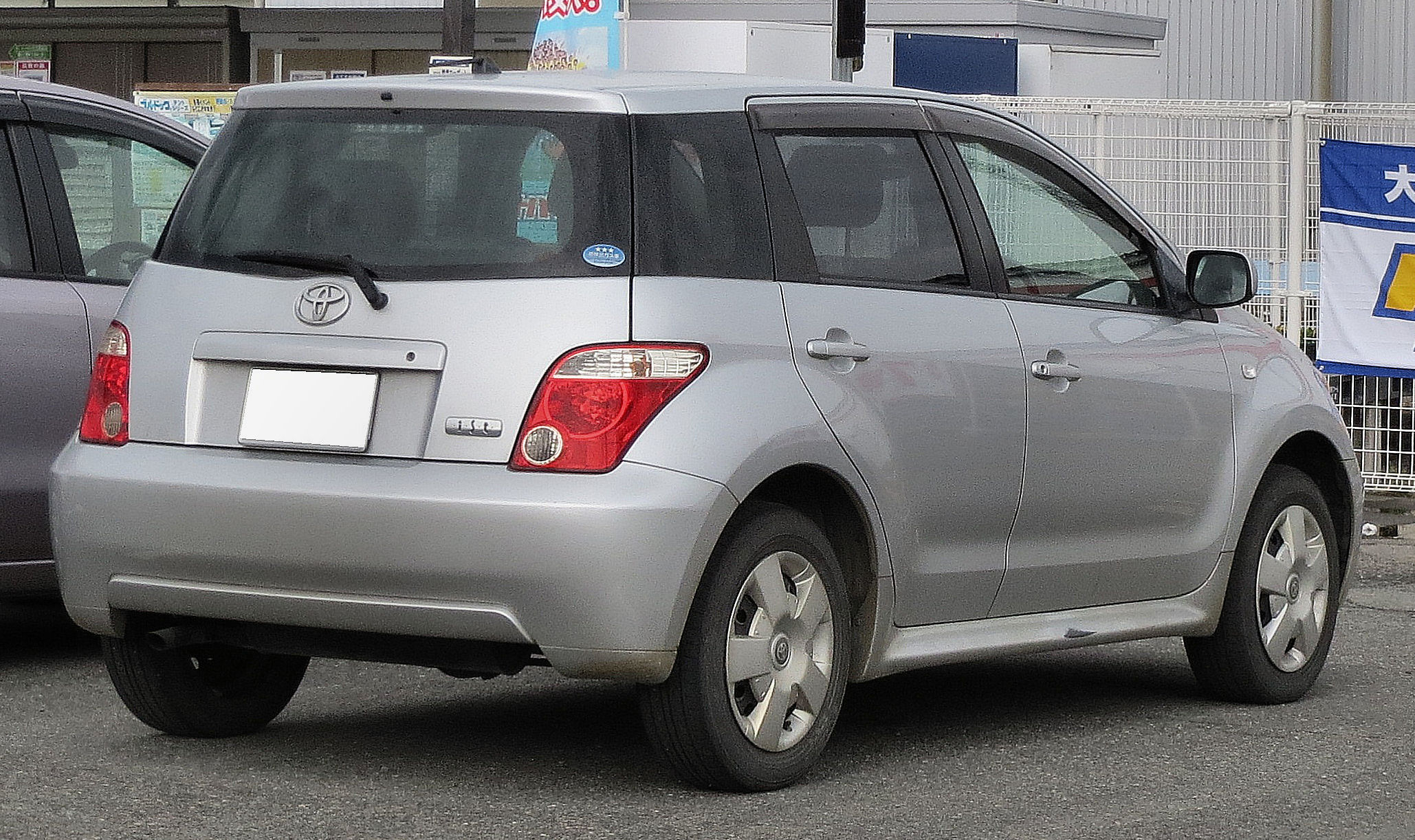
2005–2007 Toyota Ist (Японія)
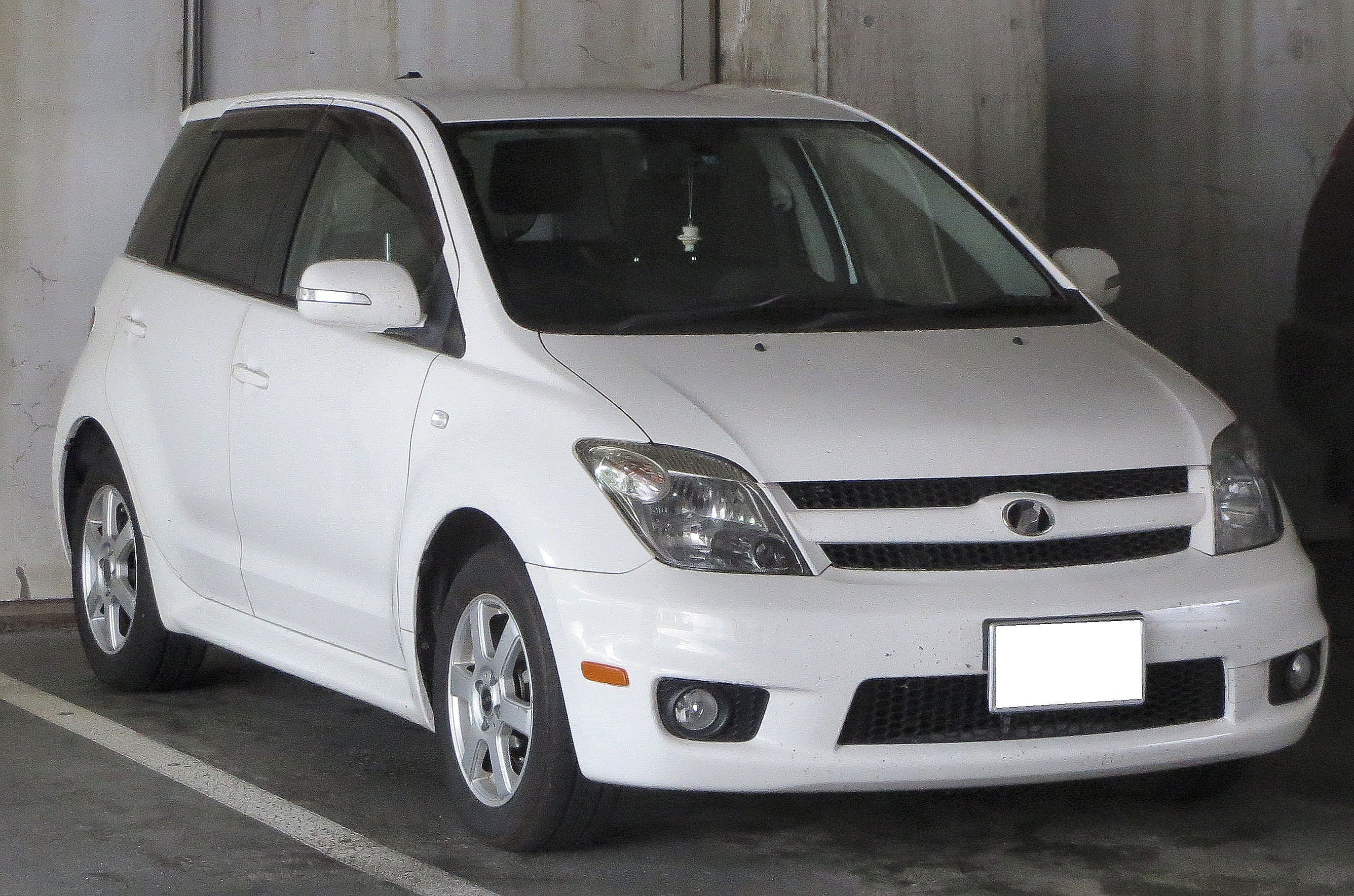
2005–2007 Toyota Ist A-S (Японія)
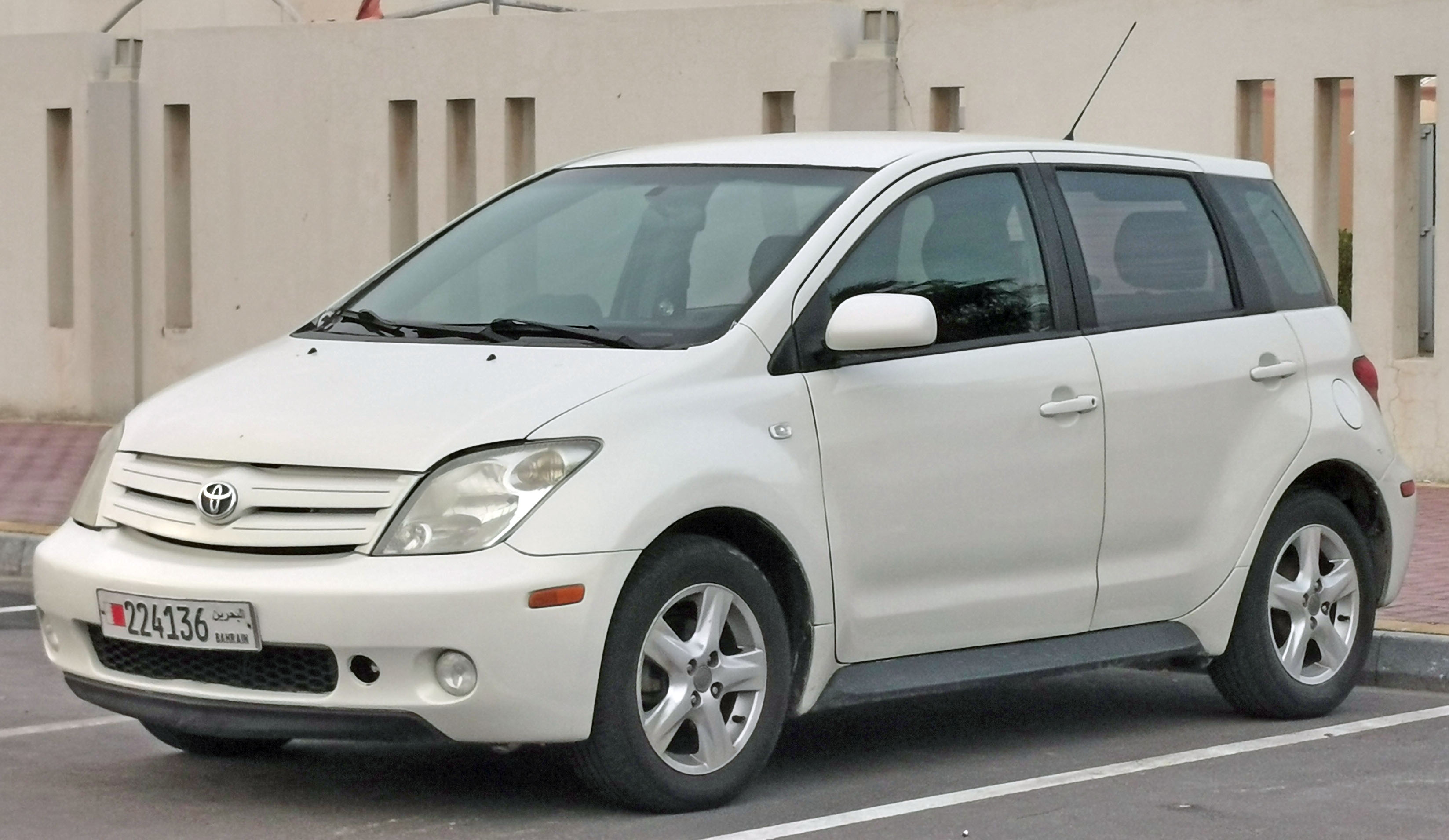
Toyota xA (Бахрейн)